# Percide
Percidele (Percidae) sunt o familie de pești teleosteeni răpitori, frumoși, sprinteni și buni înotători, răspândiți în apele dulci și salmastre ale emisferei nordice.

## Descriere
Corpul comprimat lateral și înalt, cu un contur oval și alungit, fusiform  este acoperit cu solzi ctenoizi, care se întind, rareori, și pe înotătoare. De obicei au două înotătoare dorsale. Înotătoarea dorsală constă din două regiuni: una țepoasă și alta formată din raze moi. Înotătoarea anală cu 1-2 spini. Înotătoarele ventrale cu poziție toracică au câte 1-2 spini și câte 5 raze articulate ramificate.  Înotătoarea caudală excavată. Operculele au pe marginea lor posterioară dinți sau spini. Orificiul opercular este mare.  Au 4 branhii și 6-8 raze branhiostegale. Linia laterală, de cele mai multe ori, prezentă și bine dezvoltată, se continuă până pe coadă. Mustățile lipsesc. Fălcile, vomerul și palatinele sunt prevăzute cu dinți, uneori foarte puternici; unii  dintre dinți au  aspectul de canini.  Oasele faringiene sunt separate. Au 30-48 vertebre. Stomacul are un cec, iar intestinul 3-6 apendice pilorice.
Se hrănesc mai ales cu pești, dar și cu viermi și cu artropode. Au o importanță economică mare. Carnea lor este gustoasă și multe specii sunt pescuite în cantități enorme, dar sunt greu de crescut.

## Specii din România
În apele României trăiesc 10 specii:
1. Perca fluviatilis (Linnaeus, 1758) (subspecia Perca fluviatilis fluviatilis) = biban
2. Gymnocephalus cernua (Linnaeus, 1758), sin. Gymnocephalus cernuus, Acerina cernua = ghiborț
3. Gymnocephalus baloni (Holčík & Hensel, 1974) = ghiborț de râu[5]
4. Gymnocephalus schraetser (Linnaeus, 1758), sin. Acerina schraetser  = răspăr
5. Percarina demidoffii  Nordmann, 1840 = percarină pontică, biban mic[6]
6. Sander lucioperca (Linnaeus, 1758), sin. Stizostedion lucioperca, Lucioperca lucioperca = șalău
7. Sander volgensis (Gmelin, 1789), sin. Stizostedion volgense, Lucioperca volgensis = șalău vărgat
8. Zingel streber (Siebold, 1863), sin. Aspro streber (subspecia Aspro streber streber) = fusar
9. Zingel zingel (Linnaeus, 1766), sin. Aspro zingel = pietrar, fusar mare
10. Romanichthys valsanicola (Dumitrescu, Bănărescu & Stoica, 1957) = asprete

## Specii din Republica Moldova
În apele Republicii Moldova trăiesc 6 specii:
1. Perca fluviatilis (Linnaeus, 1758) = biban
2. Zingel zingel (Linnaeus, 1766), sin. Aspro zingel = pietrar, fusar mare
3. Gymnocephalus acerina (Güldenstädt, 1774), sin. Gymnocephalus acerinus = zboriș
4. Sander lucioperca (Linnaeus, 1758), sin. Stizostedion lucioperca, Lucioperca lucioperca = șalău
5. Zingel streber (Siebold, 1863), sin. Aspro streber = fusar
6. Gymnocephalus cernua (Linnaeus, 1758), sin. Gymnocephalus cernuus, Acerina cernua = ghiborț

## Sistematica
Percidele după  FishBase conțin 11 genuri, 236 specii  repartizate în 3 subfamilii:
- Subfamilia Percinae

- Genul Perca

- Perca fluviatilis Linnaeus, 1758
- Perca flavescens (Mitchill, 1814)
- Perca schrenkii Kessler, 1874

- Genul Percarina

- Percarina demidoffii Nordmann, 1840
- Percarina maeotica Kuznetsov, 1888

- Genul Gymnocephalus

- Gymnocephalus schraetser (Linnaeus, 1758)
- Gymnocephalus cernua (Linnaeus, 1758)
- Gymnocephalus acerina (Gmelin, 1789)
- Gymnocephalus baloni Holcík & Hensel, 1974
- Gymnocephalus ambriaelacus Geiger & Schliewen, 2010

- Genul Crystallaria

- Crystallaria asprella (Jordan, 1878)
- Crystallaria cincotta Welsh & Wood, 2008

- Subfamilia Etheostomatinae

- Genul Etheostoma

- Etheostoma blennioides Rafinesque, 1819
- Etheostoma flabellare Rafinesque, 1819
- Etheostoma nigrum Rafinesque, 1820
- Etheostoma maculatum Kirtland, 1840
- Etheostoma variatum Kirtland, 1840
- Etheostoma olmstedi Storer, 1842
- Etheostoma caeruleum Storer, 1845
- Etheostoma cinereum Storer, 1845
- Etheostoma lepidum (Baird & Girard, 1853)
- Etheostoma fusiforme (Girard, 1854)
- Etheostoma punctulatum (Agassiz, 1854)
- Etheostoma spectabile (Agassiz, 1854)
- Etheostoma exile (Girard, 1859)
- Etheostoma gracile (Girard, 1859)
- Etheostoma grahami (Girard, 1859)
- Etheostoma pottsii (Girard, 1859)
- Etheostoma whipplei (Girard, 1859)
- Etheostoma kennicotti (Putnam, 1863)
- Etheostoma simoterum (Cope, 1868)
- Etheostoma zonale (Cope, 1868)
- Etheostoma camurum (Cope, 1870)
- Etheostoma rufilineatum (Cope, 1870)
- Etheostoma vitreum (Cope, 1870)
- Etheostoma vulneratum (Cope, 1870)
- Etheostoma atripinne (Jordan, 1877)
- Etheostoma squamiceps Jordan, 1877
- Etheostoma stigmaeum (Jordan, 1877)
- Etheostoma asprigene (Forbes, 1878)
- Etheostoma inscriptum (Jordan & Brayton, 1878)
- Etheostoma jessiae (Jordan & Brayton, 1878)
- Etheostoma thalassinum (Jordan & Brayton, 1878)
- Etheostoma virgatum (Jordan, 1880)
- Etheostoma artesiae (Hay, 1881)
- Etheostoma chlorosomum (Hay, 1881)
- Etheostoma proeliare (Hay, 1881)
- Etheostoma sagitta (Jordan & Swain, 1883)
- Etheostoma susanae (Jordan & Swain, 1883)
- Etheostoma swaini (Jordan, 1884)
- Etheostoma cragini Gilbert, 1885
- Etheostoma davisoni Hay, 1885
- Etheostoma lynceum Hay, 1885
- Etheostoma fonticola (Jordan & Gilbert, 1886)
- Etheostoma blennius Gilbert & Swain, 1887
- Etheostoma histrio Jordan & Gilbert, 1887
- Etheostoma luteovinctum Gilbert & Swain, 1887
- Etheostoma nianguae Gilbert & Meek, 1887
- Etheostoma parvipinne Gilbert & Swain, 1887
- Etheostoma rupestre Gilbert & Swain, 1887
- Etheostoma spilotum Gilbert, 1887
- Etheostoma tuscumbia Gilbert & Swain, 1887
- Etheostoma longimanum Jordan, 1888
- Etheostoma microperca Jordan & Gilbert, 1888
- Etheostoma australe Jordan, 1889
- Etheostoma duryi Henshall, 1889
- Etheostoma podostemone Jordan & Jenkins, 1889
- Etheostoma swannanoa Jordan & Evermann, 1889
- Etheostoma tippecanoe Jordan & Evermann, 1890
- Etheostoma jordani Gilbert, 1891
- Etheostoma juliae Meek, 1891
- Etheostoma obeyense Kirsch, 1892
- Etheostoma sellare (Radcliffe & Welsh, 1913)
- Etheostoma fricksium Hildebrand, 1923
- Etheostoma brevispinum (Coker, 1926)
- Etheostoma gutselli (Hildebrand, 1932)
- Etheostoma osburni (Hubbs & Trautman, 1932)
- Etheostoma collis (Hubbs & Cannon, 1935)
- Etheostoma edwini (Hubbs & Cannon, 1935)
- Etheostoma saludae (Hubbs & Cannon, 1935)
- Etheostoma serrifer (Hubbs & Cannon, 1935)
- Etheostoma zonifer (Hubbs & Cannon, 1935)
- Etheostoma euzonum (Hubbs & Black, 1940)
- Etheostoma tetrazonum (Hubbs & Black, 1940)
- Etheostoma kanawhae (Raney, 1941)
- Etheostoma okaloosae (Fowler, 1941)
- Etheostoma radiosum (Hubbs & Black, 1941)
- Etheostoma coosae (Fowler, 1945)
- Etheostoma hopkinsi (Fowler, 1945)
- Etheostoma perlongum (Hubbs & Raney, 1946)
- Etheostoma mariae (Fowler, 1947)
- Etheostoma acuticeps Bailey, 1959
- Etheostoma pallididorsum Distler & Metcalf, 1962
- Etheostoma trisella Bailey & Richards, 1963
- Etheostoma moorei Raney & Suttkus, 1964
- Etheostoma ditrema Ramsey & Suttkus, 1965
- Etheostoma nuchale Howell & Caldwell, 1965
- Etheostoma rubrum Raney & Suttkus, 1966
- Etheostoma bellum Zorach, 1968
- Etheostoma fragi Distler, 1968
- Etheostoma uniporum Distler, 1968
- Etheostoma collettei Birdsong & Knapp, 1969
- Etheostoma barbouri Kuehne & Small, 1971
- Etheostoma chlorobranchium Zorach, 1972
- Etheostoma boschungi Wall & Williams, 1974
- Etheostoma smithi Page & Braasch, 1976
- Etheostoma etnieri Bouchard, 1977
- Etheostoma striatulum Page & Braasch, 1977
- Etheostoma neopterum Howell & Dingerkus, 1978
- Etheostoma olivaceum Braasch & Page, 1979
- Etheostoma sequatchiense Burr, 1979
- Etheostoma baileyi Page & Burr, 1982
- Etheostoma barrenense Burr & Page, 1982
- Etheostoma rafinesquei Burr & Page, 1982
- Etheostoma crossopterum Braasch & Mayden, 1985
- Etheostoma nigripinne Braasch & Mayden, 1985
- Etheostoma pyrrhogaster Bailey & Etnier, 1988
- Etheostoma zonistium Bailey & Etnier, 1988
- Etheostoma flavum Etnier & Bailey, 1989
- Etheostoma wapiti Etnier & Williams, 1989
- Etheostoma brevirostrum Suttkus & Etnier, 1991
- Etheostoma tallapoosae Suttkus & Etnier, 1991
- Etheostoma chermocki Boschung, Mayden & Tomelleri, 1992
- Etheostoma chienense Page & Ceas, 1992
- Etheostoma corona Page & Ceas, 1992
- Etheostoma forbesi Page & Ceas, 1992
- Etheostoma oophylax Ceas & Page, 1992
- Etheostoma pseudovulatum Page & Ceas, 1992
- Etheostoma bellator Suttkus & Bailey, 1993
- Etheostoma chuckwachatte Mayden & Wood, 1993
- Etheostoma colorosum Suttkus & Bailey, 1993
- Etheostoma douglasi Wood & Mayden, 1993
- Etheostoma etowahae Wood & Mayden, 1993
- Etheostoma lachneri Suttkus & Bailey, 1994
- Etheostoma percnurum Jenkins, 1994
- Etheostoma ramseyi Suttkus & Bailey, 1994
- Etheostoma raneyi Suttkus & Bart, 1994
- Etheostoma scotti Bauer, Etnier & Burkhead, 1995
- Etheostoma bison Ceas & Page, 1997
- Etheostoma burri Ceas & Page, 1997
- Etheostoma denoncourti Stauffer & van Snik, 1997
- Etheostoma kantuckeense Ceas & Page, 1997
- Etheostoma lugoi Norris & Minckley, 1997
- Etheostoma segrex Norris & Minckley, 1997
- Etheostoma tecumsehi Ceas & Page, 1997
- Etheostoma phytophilum Bart & Taylor, 1999
- Etheostoma lawrencei Ceas & Burr, 2002
- Etheostoma basilare Page, Hardman & Near, 2003
- Etheostoma cervus Powers & Mayden, 2003
- Etheostoma derivativum Page, Hardman & Near, 2003
- Etheostoma occidentale Powers & Mayden, 2007
- Etheostoma orientale Powers & Mayden, 2007
- Etheostoma planasaxatile Powers & Mayden, 2007
- Etheostoma tennesseense Powers & Mayden, 2007
- Etheostoma lemniscatum Blanton, 2008
- Etheostoma marmorpinnum Blanton & Jenkins, 2008
- Etheostoma sitikuense Blanton, 2008
- Etheostoma akatulo Layman & Mayden, 2009
- Etheostoma erythrozonum Switzer & Wood, 2009
- Etheostoma autumnale Mayden, 2010
- Etheostoma mihileze Mayden, 2010
- Etheostoma clinton Mayden & Layman, 2012
- Etheostoma gore Layman & Mayden, 2012
- Etheostoma jimmycarter Layman & Mayden, 2012
- Etheostoma maydeni Powers & Kuhajda, 2012
- Etheostoma obama Mayden & Layman, 2012
- Etheostoma teddyroosevelt Layman & Mayden, 2012
- Etheostoma thompsoni Suttkus, Bart & Etnier, 2012

- Genul Percina

- Percina caprodes (Rafinesque, 1818)
- Percina bimaculata Haldeman, 1844
- Percina carbonaria (Baird & Girard, 1853)
- Percina nigrofasciata (Agassiz, 1854)
- Percina maculata (Girard, 1859)
- Percina shumardi (Girard, 1859)
- Percina peltata (Stauffer, 1864)
- Percina macrocephala (Cope, 1867)
- Percina aurantiaca (Cope, 1868)
- Percina nevisense (Cope, 1870)
- Percina phoxocephala (Nelson, 1876)
- Percina copelandi (Jordan, 1877)
- Percina evides (Jordan & Copeland, 1877)
- Percina crassa (Jordan & Brayton, 1878)
- Percina vigil (Hay, 1882)
- Percina sciera (Swain, 1883)
- Percina cymatotaenia (Gilbert & Meek, 1887)
- Percina squamata (Gilbert & Swain, 1887)
- Percina uranidea (Jordan & Gilbert, 1887)
- Percina rex (Jordan & Evermann, 1889)
- Percina roanoka (Jordan & Jenkins, 1889)
- Percina oxyrhynchus (Hubbs & Raney, 1939)
- Percina palmaris (Bailey, 1940)
- Percina nasuta (Bailey, 1941)
- Percina burtoni Fowler, 1945
- Percina notogramma (Raney & Hubbs, 1948)
- Percina apristis (Hubbs & Hubbs, 1954)
- Percina pantherina (Moore & Reeves, 1955)
- Percina lenticula Richards & Knapp, 1964
- Percina aurolineata Suttkus & Ramsey, 1967
- Percina macrolepida Stevenson, 1971
- Percina tanasi Etnier, 1976
- Percina antesella Williams & Etnier, 1977
- Percina gymnocephala Beckham, 1980
- Percina fulvitaenia Morris & Page, 1981
- Percina jenkinsi Thompson, 1985
- Percina stictogaster Burr & Page, 1993
- Percina aurora Suttkus & Thompson, 1994
- Percina brevicauda Suttkus & Bart, 1994
- Percina austroperca Thompson, 1995
- Percina kathae Thompson, 1997
- Percina suttkusi Thompson, 1997
- Percina kusha Williams & Burkhead, 2007
- Percina sipsi Williams & Neely, 2007
- Percina smithvanizi Williams & Walsh, 2007
- Percina williamsi Page & Near, 2007
- Percina crypta Freeman, Freeman & Burkhead, 2008
- Percina brucethompsoni Robison, Cashner, Raley & Near, 2014

- Genul Nothonotus

- Nothonotus sanguifluus (Cope, 1870)
- Nothonotus microlepidus (Raney & Zorach, 1967)
- Nothonotus aquali (Williams & Etnier, 1978)
- Nothonotus starnesi Keck & Near, 2013

- Genul Ammocrypta

- Ammocrypta beanii Jordan, 1877
- Ammocrypta pellucida (Putnam, 1863)
- Ammocrypta vivax Hay, 1882
- Ammocrypta clara Jordan & Meek, 1885
- Ammocrypta bifascia Williams, 1975
- Ammocrypta meridiana Williams, 1975

- Subfamilia Luciopercinae

- Genul Sander

- Sander lucioperca (Linnaeus, 1758)
- Sander volgensis (Gmelin, 1789)
- Sander vitreus (Mitchill, 1818)
- Sander marinus (Cuvier, 1828)
- Sander canadensis (Griffith & Smith, 1834)

- Genul Zingel

- Zingel zingel (Linnaeus, 1766)
- Zingel asper (Linnaeus, 1758)
- Zingel streber (Siebold, 1863)
- Zingel balcanicus (Karaman, 1937)

- Genul Romanichthys

- Romanichthys valsanicola Dumitrescu, Bănărescu & Stoica, 1957